# Ipomoea aculeata
Ipomoea aculeata là một loài thực vật có hoa trong họ Bìm bìm. Loài này được Blume mô tả khoa học đầu tiên năm 1825.